# Parque Urbano da Aguieira

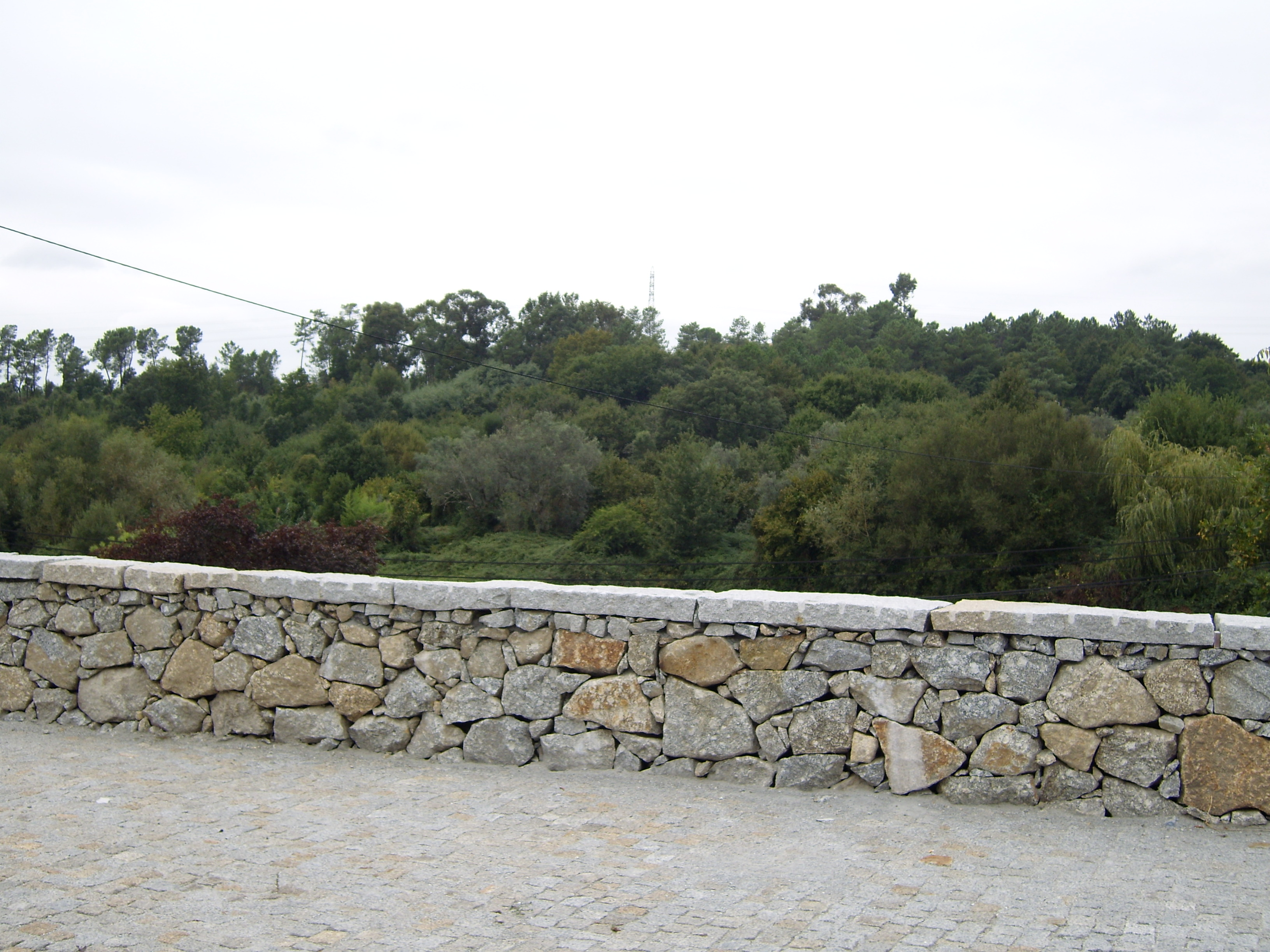
File:Parque Urbano da Aguieira

O Parque Urbano da Aguieira previsto para a zona da Aguieira, freguesia de São José, ainda não foi concluído, actualmente é apenas constituído por uma mancha verde, percorrida pela Ecopista do Dão, uma via perimetral - Avenida Engº Coelho de Araújo que delimita o futuro parque e vários caminhos e percursos pedonais.
Quando estiver concluído irá ter:
- Clube de Rio ( Pesca e Restaurante )
- Clube de Montanha ( escalada e outras actividades )
- Clube de Campo ( Hipismo )
- Piscinas
- Pavilhão Desportivo
- Ecopista
- Percursos Pedestres
- Perimetral da Aguieira

A sua área é de 23 hectares.